# 菠菜甾醇
α-菠菜甾醇（英語：α-Spinasterol）是一种存在于许多植物中的豆甾烷型植物固醇，最早在菠菜 （spinach）中发现，因而得名。
菠菜甾醇最近在一种大头茶属植物 Gordonia ceylanica 中发现。